# Herba mate
L'herba mate o mate (Ilex paraguariensis) és un arbre o arbust de la família de les aquifoliàcies, originari de Sud-amèrica i utilitzada en la preparació d'una infusió. Principalment es troba a la regió central de Paraguai, a petites zones d'Uruguai, al sud del Brasil (als estats de Rio Grande do Sul i Paraná), a Bolívia, a l'Argentina i a Xile. En castellà, a més de ser coneguda com a hierba mate, també es coneix com a yerba del Paraguay, té de los Jesuítas i, com a yerba mate o simplement yerba, una variant de la pronunciació de "hierba", comuna a l'Argentina, el Paraguai, i l'Uruguai. (De fet, la paraula yerba fa referència automàticament a l'herba mate a aquestos països). Al Brasil es coneix com a erva mate.

## Morfologia

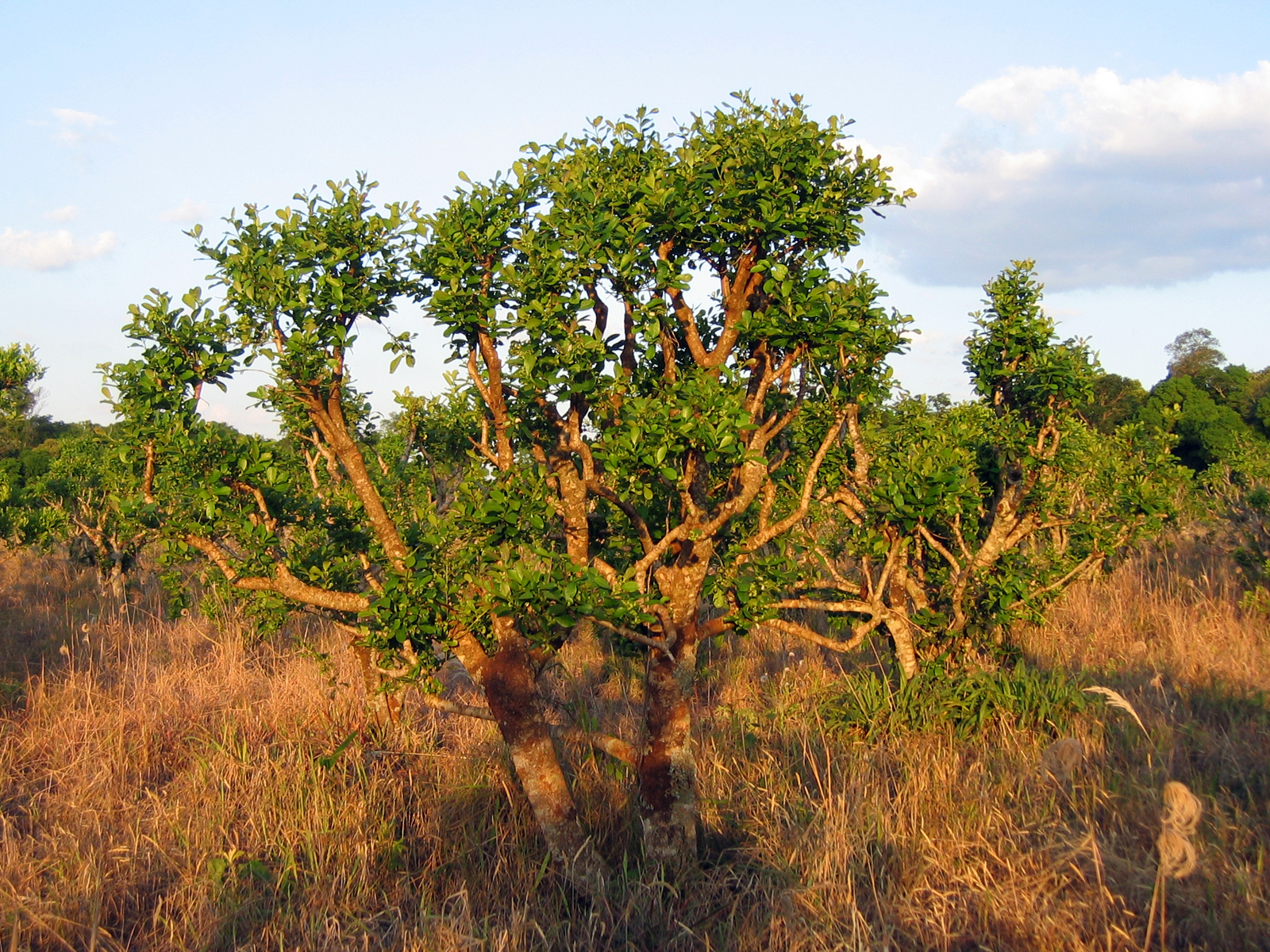
Mate salvatge.

El mate és un arbre o arbust perenne i dioic, produeix només flors masculines o femenines. La seva mida oscil·la entre 3 i 8 metres, tot i que s'han trobat exemplars que arriben als 20 metres. La tija és llenyosa, recta, cilíndrica i amb l'escorça pàl·lida. Pot arribar a mesurar fins a 3 dm de diàmetre. Les branques són glabres (sense pèls). Les fulles, que poden mesurar entre 10 i 12 cm de llargada per la meitat d'ample, són perennes, alternes, coriàcies, ovals, acuminades, de color verd fosc per l'anvers i amb el revers verd clar, amb el marge serrat, i també glabres. S'uneixen a la tija mitjançant un pecíol de fins a 15 mm de llargada. La nervadura és pennada i groguenca, amb el nervi mig gruixut i els nervis laterals disposats en forma d'arc sobresortint només per la cara inferior de la fulla. La rel és pivotant.
El mate floreix a la primavera. Produeix unes inflorescències en forma de rams axil·lars de 40 o 50 flors. Els exemplars masculins disposen d'agrupacions de 3 i 11 flors. Pel que fa als femenins, en canvi, les flors es troben aïllades o en agrupacions de 3 flors com a molt. Aquestes són unisexuals, de color blanquinós, amb un calze de 4-5 sèpals i amb una corol·la amb 4-5 pètals. Quan les flors maduren, apareix el fruit de tipus drupa globosa de color vermell-morat, amb un estigma poc prominent i amb 5-8 llavors rugoses i de color groguenc. La mida de la drupa és semblant a la dels grans de pebre, aproximadament 7 mm de diàmetre.
La pol·linització és entomòfila.
La droga, o part utilitzada del mate, són les fulles per les seves propietats medicinals i amb les quals s'elabora una infusió d'igual nom que la planta. Aquesta infusió és una tradició gastronòmica de l'Argentina, Paraguai, Uruguai, Xile i el sud del Brasil. Tal com el te, el cafè i la xocolata, l'herba mate produeix un efecte estimulant.

## Hàbitat

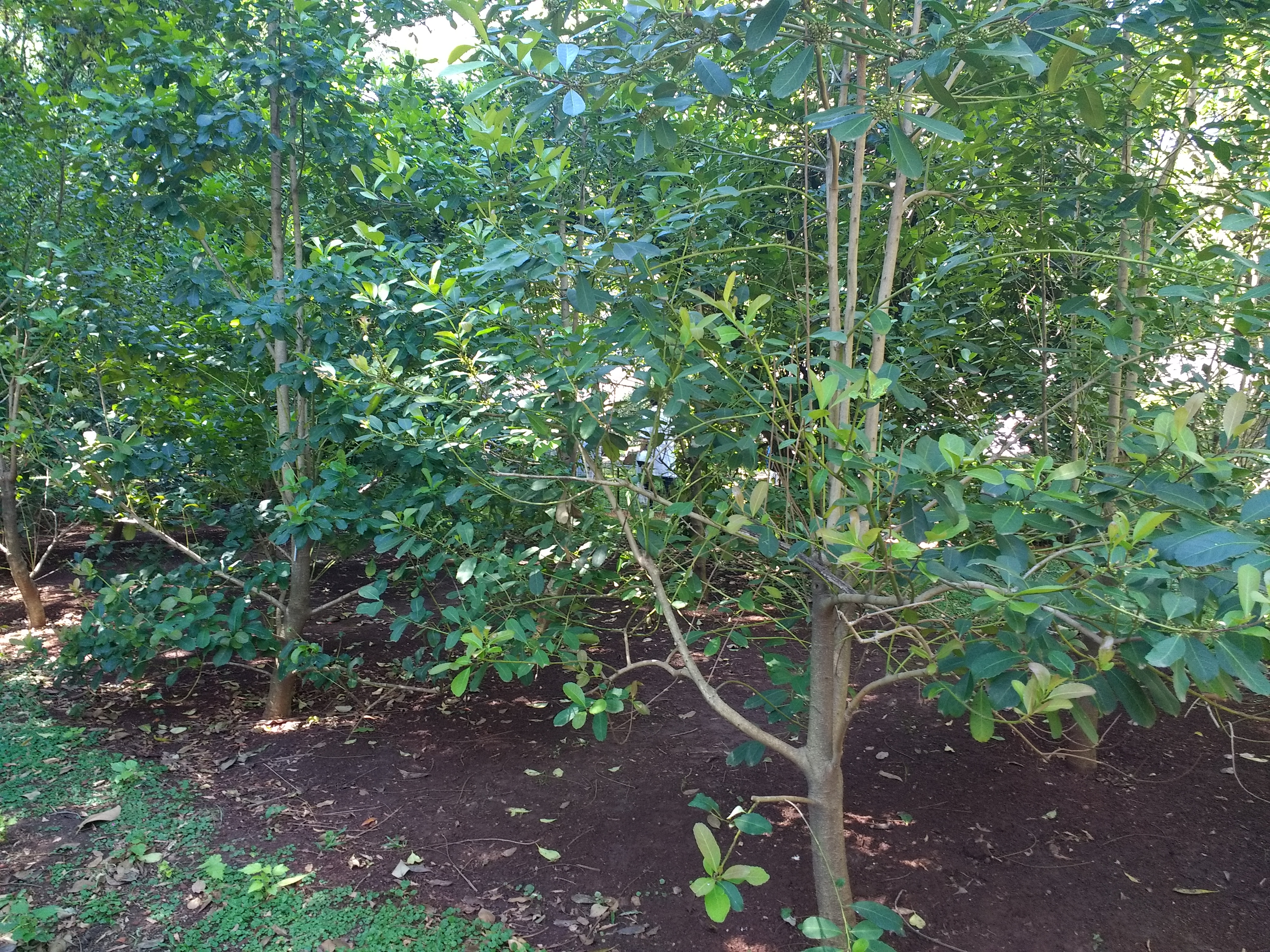
Mate cultivat en un jardí botànic.

El mate creix en zones lleugerament planeres, humides, sobretot al costat dels rius i pot trobar-se formant l'estrat mitjà d'alguns boscos de Sud-amèrica. La temperatura mitjana del territori on creix es troba al voltant dels 21 °C, i arriba a tolerar temperatures de 6 °C però no inferiors. El règim de pluges, que no ha de ser inferior a 1.200mm anuals, també és important pel desenvolupament de la planta.
Hi ha importants cultius de mate en els seus països d'origen, essent Argentina el principal productor a nivell mundial.

## Farmacologia

### Composició química
- Metilxantines o bases púriques: cafeïna, fins a un 2% en les fulles joves i al voltant d'un 0,5% en fulles madures (de dos anys), teobromina i teofil·lina (en alguns exemplars).
- Compostos polifenòlics: àcid clorogènic, neoclorogènic, isoclorogènic, derivats de l'àcid cafeolquínic, àcid cafeic i tanins catèquics.
- Compostos aromàtics: alifàtics, terpènics, cetones, aldehids, responsables de l'aroma.
- Compostos Flavonoides: quercetina, quercetin-3-0-glucòsid, kaempferol i rutina.
- Saponines: al voltant de 10 metasaponinas, triterpen-pentacícliques no hemolítiques, que produeixen l'espuma en encebar.
- Contenen, a més, olis essencials, sals minerals, vitamina B1, B2 i C; i a les llavors, àcids grassos.[3]

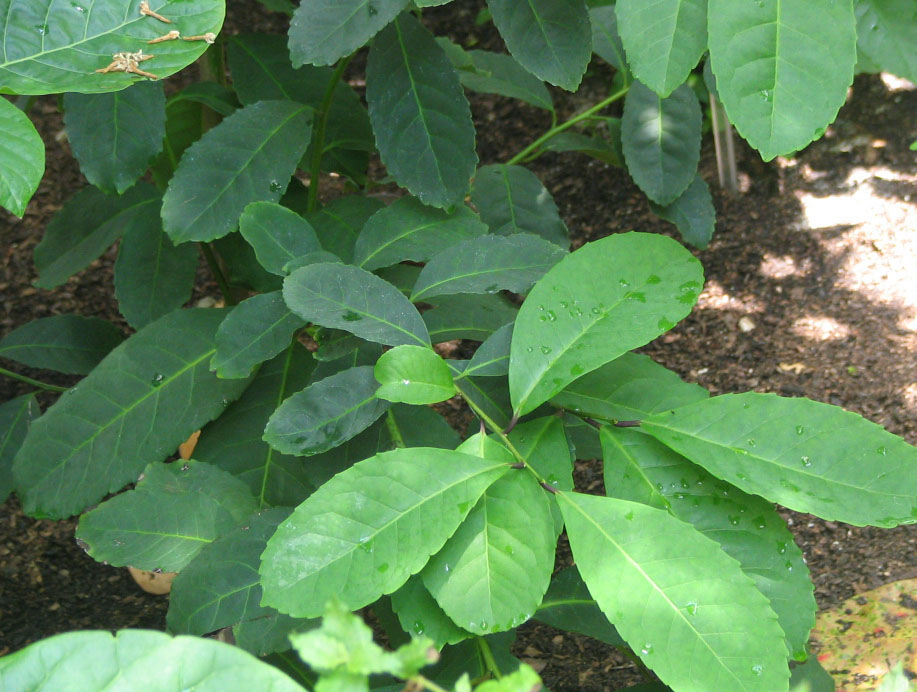
Fulles

### Accions farmacològiques
La combinació de tots els seus principis actius li confereixen una acció tònica, eupèptica (que ajuda a la digestió), i lleugerament diürètica.
- Activitat tònica-estimulant:Ve donada per la cafeïna que dona un efecte bastant perllongat (entre 8-12 hores) comparat amb el cafè.
- Activitat termogènica-antiobesitat: L'activitat termogènica és deguda als compostos polifenòlics i flavonoides de l'herba mate, i l'antiobesitat ve donada per les bases xàntiques, més concretament la cafeïna.
- Activitat antioxidant: El caràcter antioxidant també ve donat pels compostos polifenòlics i flavonoides.
- Activitat antitumoral: Mitjançant l'àcid ursòlic (en treballs in vitro).

Científics japonesos van extreure del mate una sèrie de compostos amb propietats desodorants per a usos en la indústria cosmètica. També van obtenir conservants i esterilitzants per a la fabricació d'aliments.
Gràcies al seu alt contingut en calci i ferro és també apropiat en casos d'anèmia i osteoporosi.

### Usos medicinals
La Comissió E indica el mate en o com a:
- L'esgotament físic i mental
- L'astènia
- Analèptic
- Diürètic
- Lipolític
- Inotròpic i cronotròpic positiu

### Ús etnomedicinal i popular
En les zones rurals de Paraguai s'utilitza la infusió de les fulles de mate per a aprimar.
El tereré, una altra forma de consumir mate, és utilitzat com a beguda refrescant i per eliminar la set.
Finalment, la infusió de mate és també utilitzada com a vehicle per consumir altres plantes medicinals. Aquest fet es coneix com a “mate con yuyos”.

### Efectes tòxics o adversos
En general, a dosis normals i moderades no en presenta. A altes dosis i freqüentment, però, pot ocasionar problemes d'insomni, colitis, excitació  nerviosa, gastritis, taquicàrdia, ansietat, hipertensió arterial i nàusees.
En estudis realitzats a l'Uruguai, es va observar que hi havia certa vinculació entre el consum d'infusions de mate i el càncer d'esòfag. Podria ser que un consum elevat d'aquesta beguda augmentés el risc de contraure aquest tipus de càncer. Aquest risc és major en les dones, i és encara més propici si la persona consumeix també alcohol i tabac.
Ingerir elevades quantitats d'aquesta planta té també certa relació amb un major índex de carcinomes de ronyó, de pulmó i de bufeta urinària.
Amb relació a la presència d'alcaloides pirrolicidínics, identificats com a hepatotòxics, la quantitat és inferior per provocar lesions al fetge.

### Interaccions medicamentoses i contraindicacions
La majoria d'interaccions medicamentoses són degudes a la presència de cafeïna en les infusions d'herba mate.
Els efectes terapèutics de la clozapina poden alterar-se quan s'administra durant els primers 40 minuts d'haver ingerit herba mate o productes que continguin cafeïna. De la mateixa manera els efectes sedants de benzodiacepines poden disminuir si es pren mate.
En l'administració conjunta amb β-bloquejants (propanolol o metorpolol) pot disminuir l'activitat d'aquestes drogues.
L'absorció i biodisponibilitat de l'aspirina s'incrementa en presència de cafeïna.
Finalment, l'administració d'anticonceptius orals com cimetidina, verapamil, disulfiran, fluconazole, metoxalen i alguns antibiòtics (enoxacina, norfloxacina, o àcid pipemídic) inhibeixen el metabolisme o l'eliminació de cafeïna, el que provoca un increment dels efectes estimulants d'aquesta metilxantina.
Pel que fa a les contraindicacions:
En estudis epidemiològics realitzats a l'Uruguai amb dones embarassades, es va observar una elevada freqüència d'avortaments espontanis, baix pes neonatal, mort fetal i naixements prematurs en altes consumidores d'herba mate. S'ha de limitar doncs l'administració d'aquesta beguda durant el període de gestació.
És recomanable que en èpoques de lactància la mare no prengui en excés la beguda derivada del mate, ja que la cafeïna pot passar a la llet materna i provocar lesions al lactant. A dosis normals, la quantitat de cafeïna no provoca cap anomalia al nadó.
El mate, podria també produir un empitjorament de l'úlcera pèptica o de la gastritis degut a l'efecte ulcerogènic dels tanins i l'estimulació de la secreció gastrointestinal per part de la cafeïna.
De la mateixa manera tampoc és aconsellable ingerir mate en casos d'arrítmia cardíaca o hipertensió arterial degut al seu efecte estimulant del centre cardiovascular del bulb raquidi.

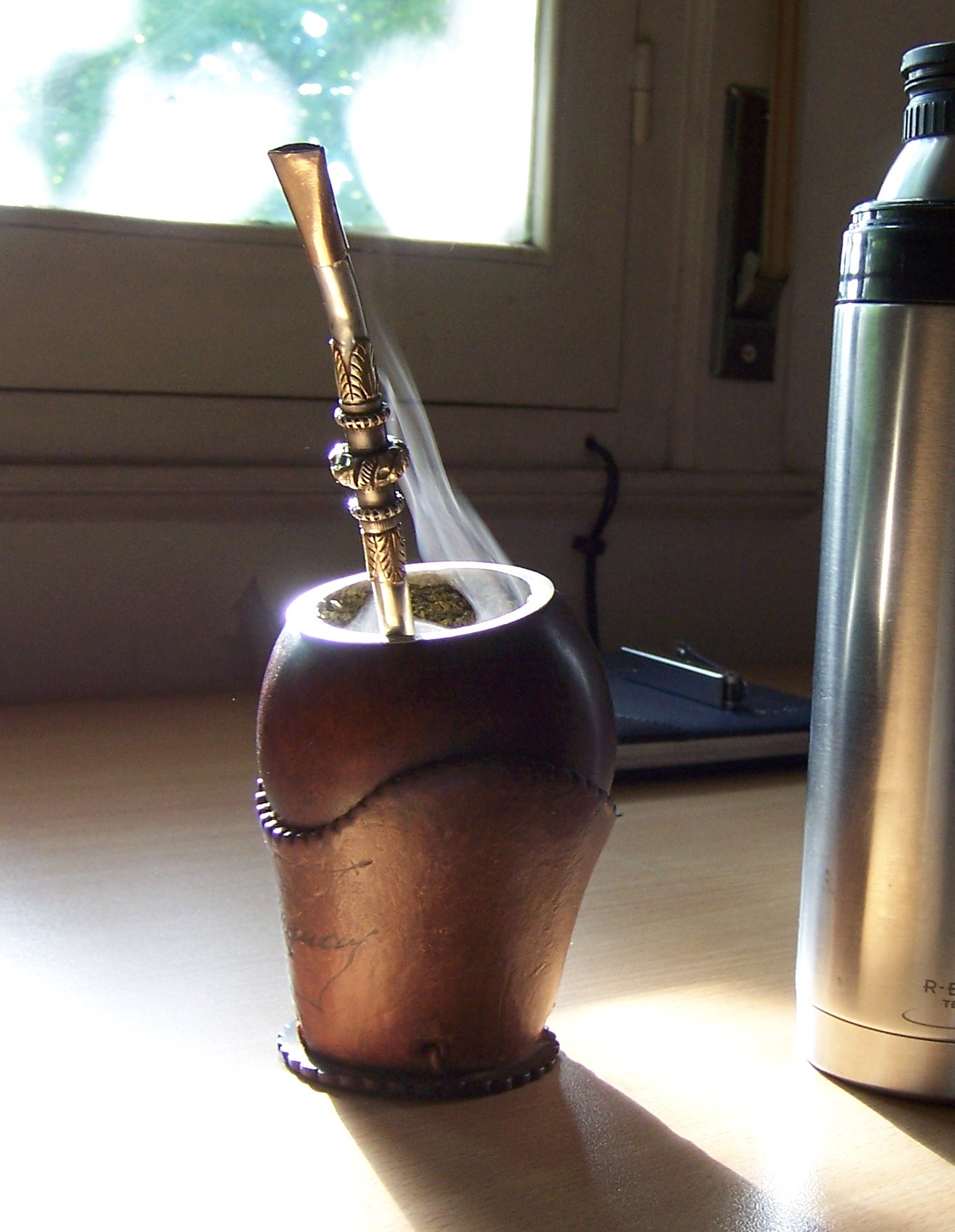
Mate amb herba

## Consum
El mate que es ven als comerços per al posterior consum segueix el següent procés: 

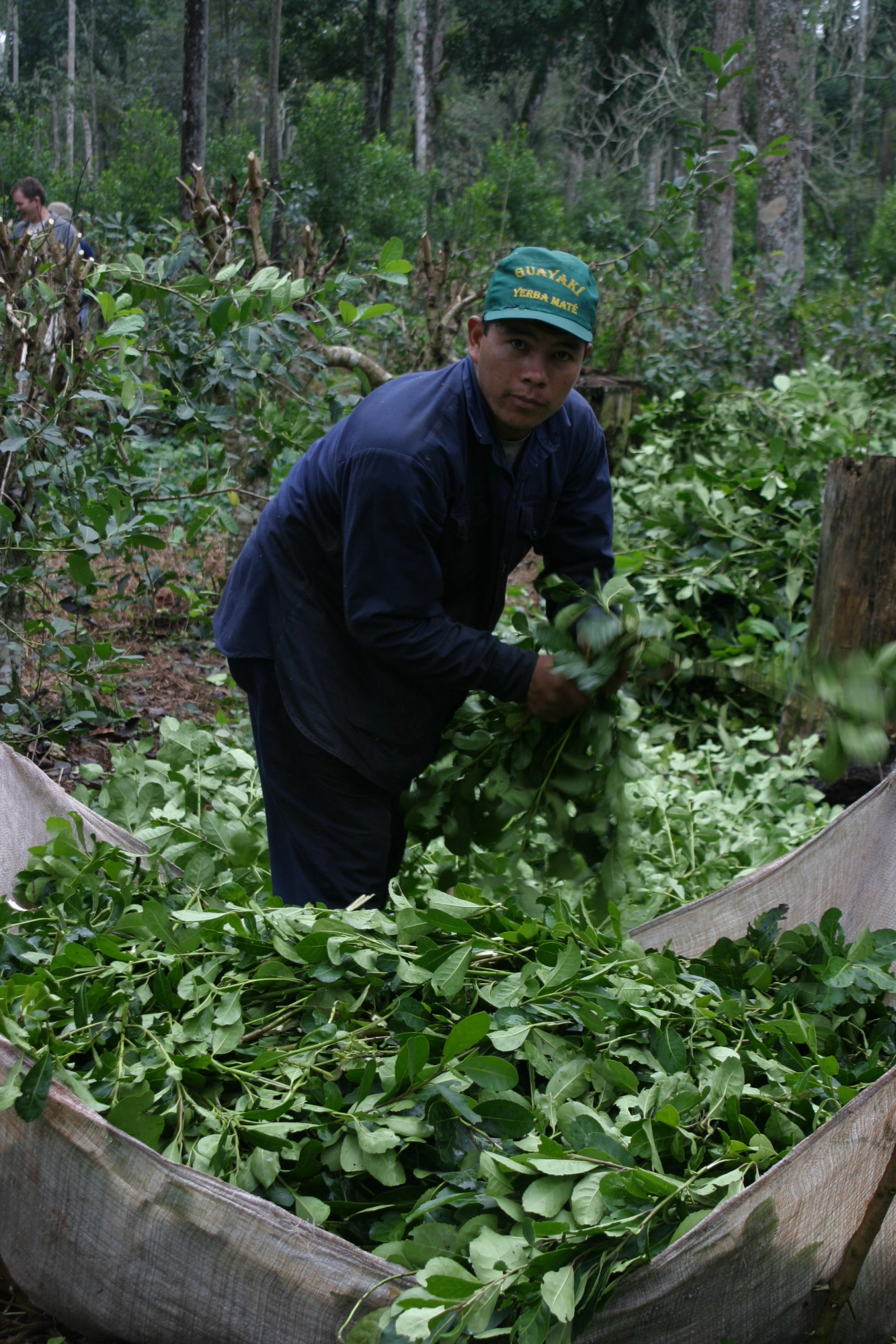
Recol·lecció de mate al Paraguai

Les fulles i branques es passen pel foc de forma ràpida per eliminar les substàncies resinoses o oleaginoses, i desactivar així els enzims descomponedors de la matèria. Aquest procés es coneix com a “sapecado”. A continuació s'asseca el producte per eliminar les humitats restants. Després es posen les branques sobre una superfície plana anomenada “cancha” i es fa una primera trituració. Finalment el material es passa a uns molins on es fa una segona trituració més fina i es remou la mescla per eliminar la pols, restes de pecíols i branques que no es consumeixen.
La forma més coneguda i generalitzada de consumir mate és la infusió que es deriva a partir de les fulles de la planta.
La infusió es prepara amb les fulles i els pals (entenent com a pals els peduncles de les fulles) assecats i molts, els quals es dipositen en un recipient de boca angosta anomenat mate. Avui dia aquest recipient pot ser fet de fusta o de carabassa. Si el recipient utilitzat té la boca ample, s'anomena “porongo”.
Es diposita aigua calenta (entre 60-80 °C) sobre l'herba, que s'infla; i s'absorbeix per mitjà d'una palleta de metall (tradicionalment de plata) anomenada "bombilla" o “tacuapí” (guaraní). En la seva part inferior, aquesta palleta està aplanada, conté petits forats i té la funció d'un sedàs. L'aigua s'aboca contínuament sobre l'herba molta. Si es beu mate en grup, s'utilitza un sol recipient per a tots. Una persona beu l'aigua que s'ha abocat en el recipient, s'aboca més aigua, i la següent persona se la beu.
Normalment s'afegeix sucre per endolcir la beguda.
El mate també es pot consumir en maceració d'aigua freda, constituint el que els nadius de Paraguai denominen “tereré”.
I finalment, trobem el mate cuit. En aquest cas s'han de bullir les fulles del mate en aigua i a continuació es cola per servir-lo en tasses.

## Història
L'ús d'herba mate no era conegut per la comunitat indígena en temps precolombins.
En els segles xvi i xvii, la manipulació d'aquesta planta es va limitar al seu ús com a emètic (que provoca el vòmit). Més endavant va ser utilitzada com a estimulant, la qual cosa va ser observada i practicada pels espanyols, tot i que destacaven els efectes perniciosos de la “ yerva (sic) de Maracayú” com solien descriure-la en els antics escrits.
Els guaranís van ser el primer poble a cultivar la planta, i els primers europeus a fer-ho van ser els missioners jesuïtes des de 1670 fins a la seva expulsió el 1767, fet que va deixar aquestes plantacions abandonades. Els Jesuïtes van estendre la tradició de beure'n a diverses regions de Sud-amèrica, fins a convertir-lo en la beguda típica del gautxo sud-americà. L'expressió "mate" té el seu origen en el mot quítxua mati que vol dir carabassa, en referència a una espècie d'aquesta planta (Lagenaria vulgaris) l'escorça de la qual els guaranís assecaven per a utilitzar-la com a recipient per beure aquesta herba. En la llengua guaraní, el nom original de la beguda és kaaiguá que vol dir "això que pertany a l'herba" (kaá=herba, i=aigua, guá=procedència).
El mate també és mencionat pels soldats del Paraguai durant la Guerra de la Triple Aliança (1864 - 1870). La ingestió d'aquesta planta els permetia mantenir-se dies sencers en mig de la fatiga, treballant a marxes forçades, gairebé sense aliments o cavalcant durant hores en un clima bèl·lic que els era advers.
Els cultivadors del principi del segle XX solien encomanar-se a “Caayarí”, divinitat remeiera dels indígenes guaranís, que mitigava el cansament i entregava camps resplendents d'or verd, a canvi dels seus esperits.